# Västermälösundet
Västermälösundet är ett sund i Finland. Det ligger i Pargas stad i landskapet Egentliga Finland, i den sydvästra delen av landet, 150 km väster om huvudstaden Helsingfors.
Västermälösundet ligger mellan Stormälö i norr och Lillmälö i söder. Det ansluter till Fallsundet i öster.